# Belgischer Fußballpokal 2017/18
Der Belgische Fußballpokal 2017/18 begann am 28. Juli 2017 mit den ersten Vorrundenspielen und endete mit dem Finale am 17. März 2018 in Brüssel. Insgesamt nahmen 312 Mannschaften teil. In den ersten beiden Runden spielten ausschließlich Vereine aus den Spielklassen 4–9. In der dritten Runde kamen die Vereine der 3. Division hinzu, in der fünften Runde die der 2. Division. Die Vereine der 1. Division starteten in der 6. Runde. Alle 16 Erstligisten erreichten geschlossen das Achtelfinale. Bis zum Halbfinale wurden alle Begegnungen in nur einer Partie ausgespielt. Stand es nach 90 Minuten unentschieden, folgte eine Verlängerung und gegebenenfalls ein Elfmeterschießen. Im Halbfinale gab es auch Rückspiele. Hatten beide Mannschaften nach dem Rückspiel gleich viele Tore erzielt, galt die Auswärtstorregel, bei gleicher Anzahl auswärts erzielter Tore folgte eine Verlängerung und gegebenenfalls ein Elfmeterschießen.
Das Finale fand am 17. März 2018 im König-Baudouin-Stadion in Brüssel vor 44.807 Zuschauern statt. Standard Lüttich wurde mit einem 1:0 in der Verlängerung gegen den KRC Genk Pokalsieger. Der amtierende Pokalsieger SV Zulte Waregem schied im Achtelfinale gegen den amtierenden Meister FC Brügge aus.

## 6. Runde
| Datum              |                          | Ergebnis             |                             |
| ------------------ | ------------------------ | -------------------- | --------------------------- |
| 19. September 2017 | KV Kortrijk              | 5:3 (3:2)            | RES Durbuy                  |
| 19. September 2017 | Royal Antwerpen          | 2:0 (0:0)            | Lierse SK                   |
| 19. September 2017 | VV St. Truiden           | 4:2 n. V. (1:1, 1:0) | Oud-Heverlee Leuven         |
| 20. September 2017 | KV Mechelen              | 3:0 (2:0)            | Bocholter VV                |
| 20. September 2017 | Royal Excelsior Mouscron | 3:1 (2:0)            | AFC Tubize                  |
| 20. September 2017 | Lommel United            | 1:2 (1:2)            | Waasland-Beveren            |
| 20. September 2017 | Cercle Brügge            | 0:1 (0:1)            | KRC Genk                    |
| 20. September 2017 | KV Oostende              | 3:1 (1:0)            | Royale Union Saint-Gilloise |
| 20. September 2017 | RFC Lüttich              | 2:3 (1:1)            | SV Zulte-Waregem            |
| 20. September 2017 | KAS Eupen                | 3:2 (2:2)            | FC Rupel Boom               |
| 20. September 2017 | Sporting Lokeren         | 2:0 (1:0)            | KFCO Beerschot Wilrijk      |
| 20. September 2017 | AS Verbroedering Geel    | 2:3 (0:1)            | KAA Gent                    |
| 20. September 2017 | KSV Roeselare            | 1:5 (1:4)            | FC Brügge                   |
| 20. September 2017 | Standard Lüttich         | 4:0 (2:0)            | KSK Heist                   |
| 20. September 2017 | KVC Westerlo             | 0:1 (0:0)            | RSC Anderlecht              |
| 21. September 2017 | Sporting Charleroi       | 4:0 (2:0)            | RAAL La Louvière            |

## Achtelfinale
| Datum             |                          | Ergebnis                         |                    |
| ----------------- | ------------------------ | -------------------------------- | ------------------ |
| 28. November 2017 | KV Oostende              | 2:0 (2:0)                        | VV St. Truiden     |
| 28. November 2017 | Royal Excelsior Mouscron | 0:1 (0:0)                        | Sporting Charleroi |
| 29. November 2017 | KV Kortrijk              | 4:2 (1:0)                        | Royal Antwerpen    |
| 29. November 2017 | KV Mechelen              | 1:1 n. V. (1:1, 1:1) (4:5 i. E.) | KRC Genk           |
| 29. November 2017 | KAA Gent                 | 2:1 (1:0)                        | Sporting Lokeren   |
| 29. November 2017 | Waasland-Beveren         | 2:0 (1:0)                        | KAS Eupen          |
| 29. November 2017 | RSC Anderlecht           | 0:1 (0:1)                        | Standard Lüttich   |
| 30. November 2017 | SV Zulte Waregem         | 2:3 n. V. (2:2, 0:1)             | FC Brügge          |

## Viertelfinale
| Datum             |             | Ergebnis                         |                    |
| ----------------- | ----------- | -------------------------------- | ------------------ |
| 12. Dezember 2017 | KV Kortrijk | 4:1 (3:1)                        | KAA Gent           |
| 12. Dezember 2017 | KV Oostende | 2:3 (1:1)                        | Standard Lüttich   |
| 13. Dezember 2017 | KRC Genk    | 3:3 n. V. (3:3, 2:2) (4:2 i. E.) | Waasland-Beveren   |
| 16. Dezember 2017 | FC Brügge   | 5:1 (4:1)                        | Sporting Charleroi |

## Halbfinale
| Datum                      |                  | Gesamt    |           | Hinspiel  | Rückspiel |
| -------------------------- | ---------------- | --------- | --------- | --------- | --------- |
| 30. Januar/6. Februar 2018 | KV Kortrijk      | (a)3:3(a) | KRC Genk  | 3:2 (2:2) | 0:1 (0:1) |
| 31. Januar/8. Februar 2018 | Standard Lüttich | 6:4       | FC Brügge | 4:1 (2:0) | 2:3 (1:1) |

## Finale
| KRC Genk                                                             | KRC Genk | Standard Lüttich | Standard Lüttich |
| -------------------------------------------------------------------- | --- | --- | ---------------- |
| KRC Genk                                                             | \| 17. März 2018 um 20:45 Uhr (MEZ) in Brüssel (König-Baudouin-Stadion) \| \| Ergebnis: 0:1 n. V. \| \| Zuschauer: 44.807 \| \| Schiedsrichter: Jonathan Lardot \| \| Spielbericht \|                                                                                         | \| 17. März 2018 um 20:45 Uhr (MEZ) in Brüssel (König-Baudouin-Stadion) \| \| Ergebnis: 0:1 n. V. \| \| Zuschauer: 44.807 \| \| Schiedsrichter: Jonathan Lardot \| \| Spielbericht \| | Standard Lüttich |
| KRC Genk                                                             | Danny Vukovic – Clinton Mata, Joseph Aidoo, Omar Colley, Bojan Nastić – Ibrahima Seck, Alejandro Pozuelo, Ruslan Malinowskyj (110. Dries Wouters) – Thomas Buffel, Niko Karelis (74. Mbwana Samatta), Dieumerci Ndongala (64. Leandro Trossard) Cheftrainer: Philippe Clement | Jean-François Gillet – Luis Pedro Cavanda, Christian Luyindama, Giorgos Koutroubis, Collins Fai – Edmílson Junior (97. Duje Čop), Răzvan Marin, Mehdi Carcela-González (105. Moussa Djenepo), Gojko Cimirot – Paul-José Mpoku, Renaud Emond (120.+2' Sébastien Pocognoli) Cheftrainer: Ricardo Sá Pinto ( Portugal) | Standard Lüttich |
| KRC Genk                                                             | 0:1 Renaud Emond (92.) | | Standard Lüttich |
| KRC Genk                                                             | Dieumerci Ndongala (62.), Clinton Mata (82.), Bojan Nastić (90.), Mbwana Samatta (90.+1'), Thomas Buffel (109.) | Paul-José Mpoku (67.), Collins Fai (82.), Răzvan Marin (103.), Mehdi Carcela (105.), Christian Luyindama (105.), Moussa Djenepo (116.) | Standard Lüttich |
| KRC Genk                                                             | Bojan Nastić (120.+1') | | Standard Lüttich |
| 17. März 2018 um 20:45 Uhr (MEZ) in Brüssel (König-Baudouin-Stadion) | | |                  |
| Ergebnis: 0:1 n. V.                                                  | | |                  |
| Zuschauer: 44.807                                                    | | |                  |
| Schiedsrichter: Jonathan Lardot                                      | | |                  |
| Spielbericht                                                         | | |                  |